# Rhododendron roxieanum
Rhododendron roxieanum är en ljungväxtart som beskrevs av George Forrest. Rhododendron roxieanum ingår i släktet rododendron, och familjen ljungväxter.

## Underarter
Arten delas in i följande underarter:
- R. r. cucullatum
- R. r. oreonastes

## Bildgalleri

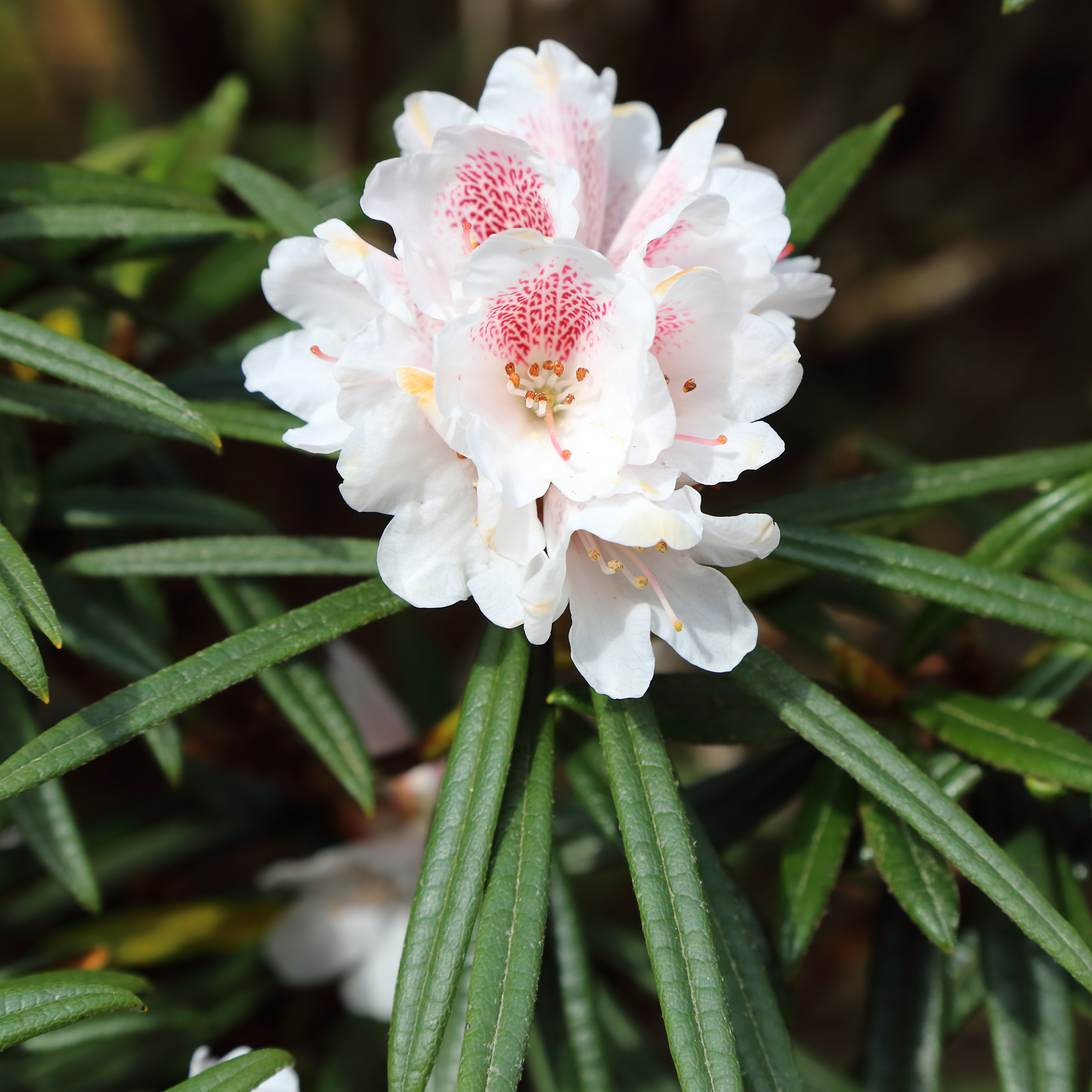
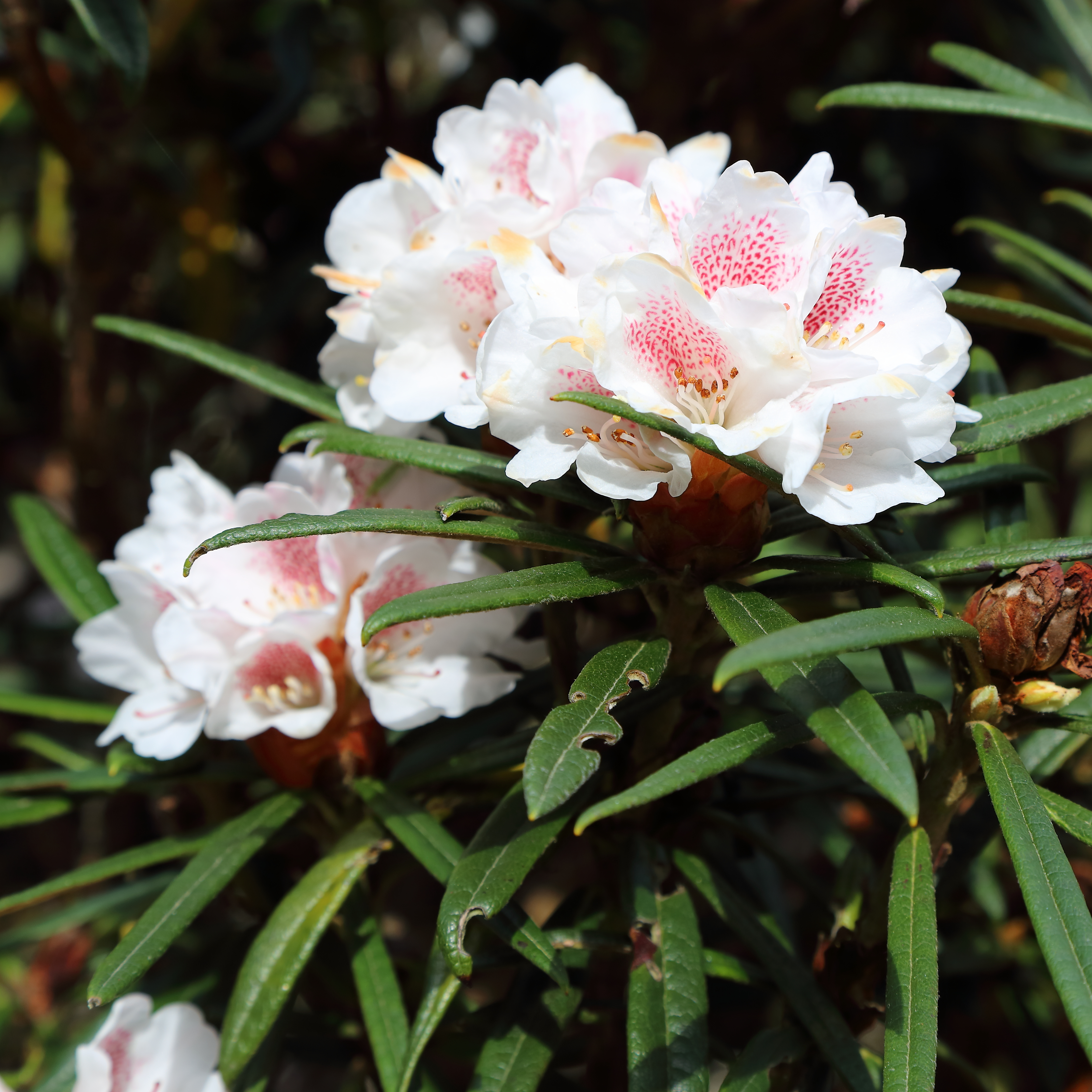
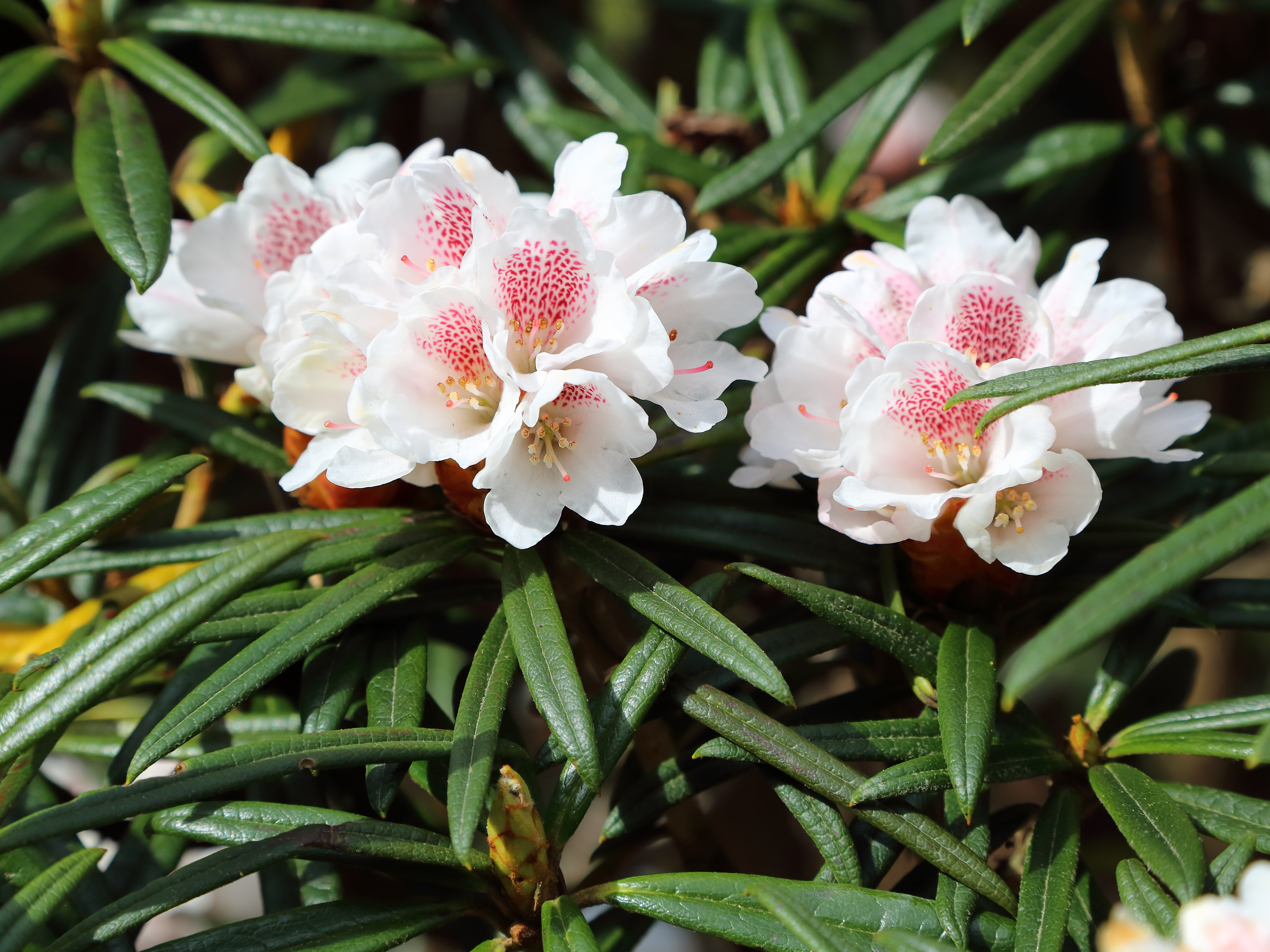